# 密西根大学狼獾队
密西根大学狼獾队（Michigan Wolverines）是美国NCAA下属的一支传统劲旅，参加顶级分区十大联盟（Big Ten）的赛事。狼獾队下属27支不同的男女子球队参加不同的项目。拥有狼獾队的密西根大学是在顶级联赛唯一获得过四球大满贯（即篮球、棒球、冰球、美式足球四种项目的全国冠军）的美国大学，而它的其余项目例如游泳、排球、足球和田径等也十分出色。密西根大学狼獾队已经成为了密西根大学校园文化的一部分。

## 简介
- 中文名：密西根大学狼獾队
- 简称：密大狼獾、密西根狼獾
- 英文名：Michigan Wolverines
- 所属学校：密西根大学（University of Michigan)
- 所属组织：十大联盟、NCAA
- 主场所在地：密西根州安娜堡（Ann Arbor)
- 主要场地：密西根体育场（美式足球、曲棍球）、克莱斯勒中心（篮球）、雷·费舍尔球场（棒球）、约斯特冰球馆（冰球）、密西根足球场（英式足球）、菲利斯·奥克球场（短曲棍球）、休伦河（赛艇）等[1]
- 校歌：《黄和蓝》（Yellow and Blue）
- 队歌：《凯旋者》（The Victors) 和 《学生代表队》（Varsity）
- 新队歌：《在大房子（监狱）里》（In the Big House)
- 成立时间：1817年（建校）、1879年（建队）

## 成绩
密西根大学狼獾队的校友在奥运会上也有不错的成绩。在除了第一届奥运会以外的每一届夏季奥运会里，都有密西根大学的校友参赛，并且大多数奥运会上都有校友夺得金牌。截止到北京奥运会，密西根大学的校友一共夺得了135块奥运会奖牌，包括65枚金牌，32枚银牌和38枚铜牌。在北京奥运会上获得历史个人金牌最多（8枚）的游泳运动员迈克尔·菲尔普斯（Michael Phelps）即是该校08届毕业生。篮球历史上著名的密西根五虎、历史最佳NFL橄榄球运动员之一的汤姆·布雷迪（Tom Brady）也来自于密西根大学。
密西根大学狼獾队是唯一在NCAA最关注的四大球赛中都获得过全国冠军，其中棒球冠军2次，橄榄球11次，男子篮球1次，男子冰球9次。其余的各项比赛也都有不错的成绩。
截止到2012年，如果把所有的项目加起来，密西根大学狼灌队一共得到过52次全国冠军和40次全国亚军，它的NCAA总战绩会排在美国的第十位，仅次于加州大学洛杉矶分校布鲁因斯棕熊、斯坦福大学鲜红树、南加州大学特洛伊、俄克拉荷马州立大学牛仔、德克萨斯大学长角牛、阿肯色大学红背野猪、路易斯安那州立大学潮水、宾夕法尼亚州立大学尼塔尼雄狮和北卡罗来纳大学教堂山分校焦油踵等九所学校。
如果仅看男子项目的成绩，密西根大学狼獾队的战绩将排在全国第六位，仅次于南加州大学特洛伊、加州大学洛杉矶分校布鲁因斯棕熊、斯坦福大学鲜红树、德克萨斯大学长角和阿肯色大学鳄鱼。

## 死敌
密西根大学狼獾队有数个德比战竞争对手，其中最大的死敌是俄亥俄州立大学七叶树队。由于历史和政治的原因，密西根大学和俄亥俄州立大学从来就是世仇对立，水火不容的，无论是在学术上还是在体育上都容不得对方。密西根大学狼獾队和俄亥俄州立大学七叶树队在篮球、足球、橄榄球等比赛上都被称作七叶树狼獾德比。密西根大学狼獾队的第二大对手是圣母大学爱尔兰战士队。密西根大学自认为是十大联盟的老大，而圣母大学的地理位置正好位于五大湖和中西部，是十大联盟的传统地盘，且其实力也足以威胁很多十大联盟的学校。因此密西根大学常以十大联盟的名义去赢取对圣母大学的比赛。密西根大学狼獾队和密西根州立大学斯巴达人队的竞争是密西根州最大的德比战，密西根州立大学也是密西根大学的第三大对手。在没有公敌（俄亥俄州立大学）的情况下，狼獾队和斯巴达人队的比赛也是火药味十足的。密西根大学的第四大对手当属十大联盟的另外一所学校的校队——明尼苏达大学金色地鼠队。明尼苏达的战绩其实不如密西根大学，然而他们学校校名都有一个大写的字母M，因此为了分辨哪个字母M更著名，两队展开了长达数十年的拉锯战，被称作字母M德比或者小布朗杯德比。此外，新近加入十大联盟的宾夕法尼亚州立大学尼塔尼雄狮队和内布拉斯加大学林肯分校玉米收割机队因为实力的强大，已经开始撼动密西根大学和俄亥俄州立大学对十大联盟冠军的垄断地位。特别是Joe Paterno治下的宾夕法尼亚州立大学也历来仇视密西根，对密西根大学狼獾队形成了新的挑战。密西根大学狼獾队在篮球上的最大竞争对手是印第安纳大学山地人队和杜克大学蓝色恶魔队。

## 项目

### NCAA项目
密西根大学狼獾队下属包括14支男子运动队和15支女子运动队:

| 男子项目 - 棒球 - 篮球 - 越野 - 美式足球 - 体操 - 高尔夫 - 冰球 - 袋棍球 - 足球 - 游泳 和 跳水 - 网球 - 田径 (室内&室外) - 摔跤 | 女子项目 - 篮球 - 越野 - 曲棍球 - 高尔夫 - 体操 - 划艇 - 足球 - 垒球 - 游泳和跳水 - 网球 - 田径 (室内&室外) - 排球 - 水球 |

### 准专业项目
转专业项目指的是目前该项目尚为俱乐部级别，但已经获准在未来发展为NCAA校队，即狼獾队的一部分。现在的准专业项目有三个：
- 男子赛艇
- 女子花样滑冰
- 女子花样游泳

### 俱乐部项目
密西根大学的校园俱乐部项目赛事，被视作密西根大学狼獾队的后备发展赛事。目前的俱乐部项目包括：

| - 滑雪 - 棒球 - 男子拳击 - 女子拳击 - 巴西柔术 - 自行车 - 舞蹈 - 击剑 - 曲棍球 - 体操 - 男子冰球 - 女子冰球 | - 袋棍球 - 射击 - 旱冰曲棍球 - 男子拉各比 - 女子拉各比 - 长跑 - 帆船 - 空手道 - 男子足球 - 女子足球 - 垒球 - 乒乓球 | - 跆拳道 - 网球 - 铁人三项 - 男子极限飞盘 - 女子极限飞盘 - 男子排球 - 女子排球 - 男子水球 - 女子水球 - 滑水 - 摔跤 |

## 图腾和昵称
密西根大学狼獾队的赛场上常常并没有“活的”吉祥物（即身穿吉祥物皮套的啦啦队长，如威斯康辛大学的学院獾、明尼苏达大学的地鼠、密西根州立大学的斯巴达人等）。密西根大学的吉祥物“狼獾”仅限于塑像和平面标志。
狼獾作为队名的来源有几种说法。有一种观点是因为密西根州有很多狼獾，因此学校把狼獾作为了吉祥物。这种说法并不靠谱，因为密西根并不盛产狼獾这种动物，相反，直到2004年，密西根州境内才第一次发现了野生的狼獾。第二种观点跟法国人有关。最早的时候密西根是法国殖民地“新法兰西”的一部分。法国人在北美和印第安人相处很好，他们之间进行大量的交易，其中就包括从南方来的狼獾皮。后来印第安人就用“狼獾”来称呼密西根的法国人，而“狼獾”则成了密西根的代表。第三种说法和密西根、俄亥俄之间的划界有关。最早划界时，双方都不肯妥协（那时候这两个地区还不是美国的州，疆界都由自己解决，两边为了争夺托莱多附近的土地甚至发动了托莱多战争 ）。谈判会上，俄亥俄的代表给密西根的代表起了一个蔑称叫做“狼獾”。后来密西根大学和俄亥俄州立大学成为了学术上的竞争对手、球场上的德比死敌，密西根的学生在赢球以后就用“狼獾”来称呼自己以蔑视和嘲讽俄亥俄的学生连狼獾都不如。久而久之狼獾就成为了学校的吉祥物。

## 场馆
密西根大学拥有大约84.9平方公里的巨大校园。其中，除去自然保护区、森林、植物园和湿地之后，校园的核心部分也有13平方公里。密西根大学狼獾队的主场和训练场都位于校园之内，其中大多数集中在校园南部。

| 场馆                      | 项目                                                           | 观众容量            | 修建时间 | 备注 |
| ------------------------- | -------------------------------------------------------------- | ------------------- | -------- | --- |
| 贝尔维尔湖                | 女子赛艇队                                                     | 自然湖泊（无限制）  | 1999     | 密西根赛艇训练基地修建在贝尔维尔湖，为密西根大学女子赛艇队的训练场。男子赛艇队是一个俱乐部级别的业余队伍，不参加NCAA，其主场在休伦河。 |
| 唐纳德·康罕游泳馆         | 男子游泳和跳水队，女子游泳和跳水队，女子水球队                 | 1,200               | 1988     | |
| 克里夫·基恩竞技场         | 男子体操队, 女子排球队, 摔跤队                                 | 1,800               | 1956     | 原名为马特·马恩训练场 |
| 克莱斯勒中心竞技场        | 男子篮球队, 女子篮球队, 女子体操队                             | 12,721              | 1967     | |
| 菲利球场                  | 男子室外田径队, 女子室外田径队                                 | 天然看台            | 1906     | 1906年到1926年曾经是橄榄球队的主场. |
| 密西根体育场              | 橄榄球队, 男子长曲棍球队                                       | 109,901             | 1927     | 世界上最大的校园球场，西半球第二大球场                                                                                                 |
| 菲利普·奥克曲棍球场       | 曲棍球队                                                       | 500                 | 1995     | |
| 密西根大学高尔夫球场      | 男子高尔夫球队，女子高尔夫球队，男子定向越野队，女子定向越野队 | 无看台              | 1931     | 著名设计师阿里斯特·麦肯兹设计的六座高尔夫球场之一.                                                                                     |
| 密西根大学室内田径场      | 男子室内田径队，女子室内田径队                                 | 300                 | 1974     | |
| 密西根大学足球综合设施    | 男子足球队，女子足球队                                         | 2,200               | 2010     | |
| 校队网球中心              | 男子网球队，女子网球队                                         | 室内: 632 室外: 600 | 1997     | 室内部分叫做普雷斯顿·罗伯特·蒂氏楼，室外部分叫做威廉·克莱·福特楼                                                                       |
| 雷·费舍尔球场             | 棒球队                                                         | 4,000               | 2008     | 原为威尔普森综合设施的一部分 |
| 威尔普森垒球场            | 垒球队                                                         | 2,800               | 2008     | 原为威尔普森综合设施的一部分 |
| 约斯特冰上竞技场          | 男子冰球队                                                     | 6,637               | 1923     | 1973年后改为冰球场 |
| 艾尔·格力特室内橄榄球场   | 橄榄球队                                                       | 不开放              | 2009     | 世界上最大的室内橄榄球场，橄榄球队的训练场                                                                                             |
| 巴纳摔跤中心              | 摔跤队                                                         | 不开放              | 2009     | 摔跤队的训练场 |
| 唐纳德·谢菲德训练场       | 女子体操队                                                     | 不开放              | 2002     | 女子体操队的训练场 |
| 乔其家族训练中心          | 不定                                                           | 不开放              | 2005     | 篮球和曲棍球等项目的训练场 |
| 纽特·洛肯训练场           | 男子体操队                                                     | 不开放              | 1913     | 男子体操队的训练场 |
| 奥斯特班体育馆            | 棒球队, 男子和女子长曲棍球队,男子和女子足球队，垒球队          | 不开放              | 1980     | 训练场 |
| 维斯菲尔德家族高尔夫球场  | 男子和女子高尔夫球队                                           | 不开放              | 2012     | 校内的第一个地热供能建筑 |
| 威廉·戴维森运动员训练中心 | 男子篮球队和女子篮球队                                         | 不开放              | 2011     | 男子篮球队和女子篮球队的训练场 |
| 密西根室内体育场          | 男子长曲棍球队                                                 | 在建                | 2014     | 预计观众容量为6,000–8,000 |
| 唐纳德·谢菲德垒球场       | 垒球队                                                         | 在建                | 2014     | |

## 橄榄球队

### 全国冠军
密西根大学狼獾队的橄榄球在以下12个赛季以不败战绩获得过全国冠军: